# Furkan Tuşik
Furkan Tuşik (* 5. Januar 1993 in Izmir) ist ein türkischer Fußballspieler.

## Spielerkarriere
Tuşik begann 2005 in der Nachwuchsabteilung von Izmirspor mit dem Vereinsfußball. 2009 wurde er in den Kader der ersten Mannschaft aufgenommen und spielte hier drei Spielzeiten lang in der Bölgesel Amatör Lig, der fünfthöchsten türkischen Spielklasse und höchsten Amateurliga im türkischen Fußball.
Im Sommer 2012 wechselte er zum Viertligisten Altınordu Izmir. Bereits in seiner ersten Saison brachte er es auf 23 Ligaeinsätze. Sein Verein erreichte als Viertligameister den direkten Wiederaufstieg in die TFF 2. Lig. In der 3. Liga absolvierte Tuşik zehn Liga- und zwei Pokalspiele. Nachdem er mit seinem Klub erst Herbstmeister wurde, erreichte sein Verein zwei Spieltage vor Saisonende die Position als Drittligameister. Dadurch kehrte Altınordu nach 24-jähriger Abstinenz wieder in die TFF 1. Lig, in die zweithöchste türkische Spielklasse, zurück.
Für die Spielzeit 2014/15 wurde er an den Drittligisten Bayrampaşaspor ausgeliehen.

## Erfolge
Mit Altınordu Izmir
- Meister der TFF 3. Lig und Aufstieg in die TFF 2. Lig: 2012/13
- Meister der TFF 2. Lig und Aufstieg in die TFF 1. Lig: 2013/14